# Željko Mijač
Željko Mijač (Split, 13. siječnja 1954. – ?, 14. veljače 2022.), bivši hrvatski nogometaš, potom trener, bio član takozvane "zlatne generacije" splitskog Hajduka u vrijeme njenih najvećih uspjeha.

## Igračka karijera
U dresu Hajduka osvojio dva prvenstva Jugoslavije (1973./74. i 1974./75.) i tri kupa (1973., 1974. i 1975./76.), od čega je dva puta nastupio u finalnim utakmicama – 1973. (u prvoj od dvije finalne utakmice, odigranoj u Splitu, po formatu dvostrukog finala, primijenjenom samo te godine) i 1975./76. u Beogradu. Oba puta je počeo u startnoj postavi, ali je zamijenjen. Igrao je i dao gol u utakmici Kupa prvaka, kada je 23. listopada 1974. u Splitu poražen Saint-Étienne rezultatom 4:1. Nije nastupio u revanšu, kad je Hajduk poražen rezultatom 1:5. Također je i naredne godine igrao u četvrtfinalnoj utakmici protiv PSV-a u Splitu, koju je Hajduk dobio rezultatom 2:0, a nije igrao u revanšu, izgubljenom rezultatom 0:3. Kako je to bilo vrijeme kad je momčad Hajduka bila sastavljena od velikih asova, nije često bio u prvoj postavi, ali je bio redovan na klupi i vrlo često ulazio kao zamjena, pa je imao relativno veliku minutažu. Međutim, čak i kada je bio starter, a i kad je ulazio kao zamjena, rijetko se događalo da je mogao igrati na svojoj prirodnoj poziciji u napadu, nego je odrađivao zadatke u bilo kojoj ulozi za kojom bi se ukazala potreba.
Statistika u Hajduku
| Natjecanje        | Nastupi | Zgoditci |
| ----------------- | ------- | -------- |
| Prvenstvo         | 65      | 12       |
| Kup               | 12      | 7        |
| Superkup          | 0       | 0        |
| Međunarodne       | 6       | 4        |
| Splitski podsavez | 0       | 0        |
| Ukupno            | 83      | 23       |
| Prijateljske      | 63      | 17       |
| Sveukupno         | 146     | 40       |

U želji da bude siguran starter i da igra na poziciji koja mu najviše odgovara, nakon tri godine u Hajduku, prešao je u Rijeku, u kojoj je proveo pet sezona, a potom je karijeru nastavio u Francuskoj.

## Trenerska karijera
Po okončanju igračke karijere, počeo se baviti trenerskim poslom i bio je pomoćnik mnogim trenerima, poput Tomislava Ivića, Stanka Poklepovića, Luke Peruzovića i Ivana Katalinića.

## Vanjske poveznice
- Profil igrača: Mijač, Željko na hajduk.hr